# Jaransk
Jaransk (russisch Яранск) ist eine Stadt in der Oblast Kirow (Russland) mit  17.253 Einwohnern (Stand 14. Oktober 2010).

## Geografie
Die Stadt liegt etwa 250 km südwestlich der Oblasthauptstadt Kirow am Fluss Jaran im Flusssystem der Kama.
Jaransk ist Verwaltungszentrum des gleichnamigen  Rajons.

## Geschichte
Jaransk entstand 1584 als russischer Ostrog mit diesen umgebender Siedlung an der Grenze zum Siedlungsgebiet der Mari und erhielt 1780 als Verwaltungszentrum eines Kreises (Ujesds) Stadtrecht.

### Bevölkerungsentwicklung
| Jahr | Einwohner |
| ---- | --------- |
| 1897 | 4.808     |
| 1926 | 6.100     |
| 1939 | 9.308     |
| 1959 | 11.768    |
| 1970 | 15.374    |
| 1979 | 17.756    |
| 1989 | 20.466    |
| 2002 | 19.723    |
| 2010 | 17.253    |

Anmerkung: Volkszählungsdaten (1926 gerundet)